# Romain Mesnil

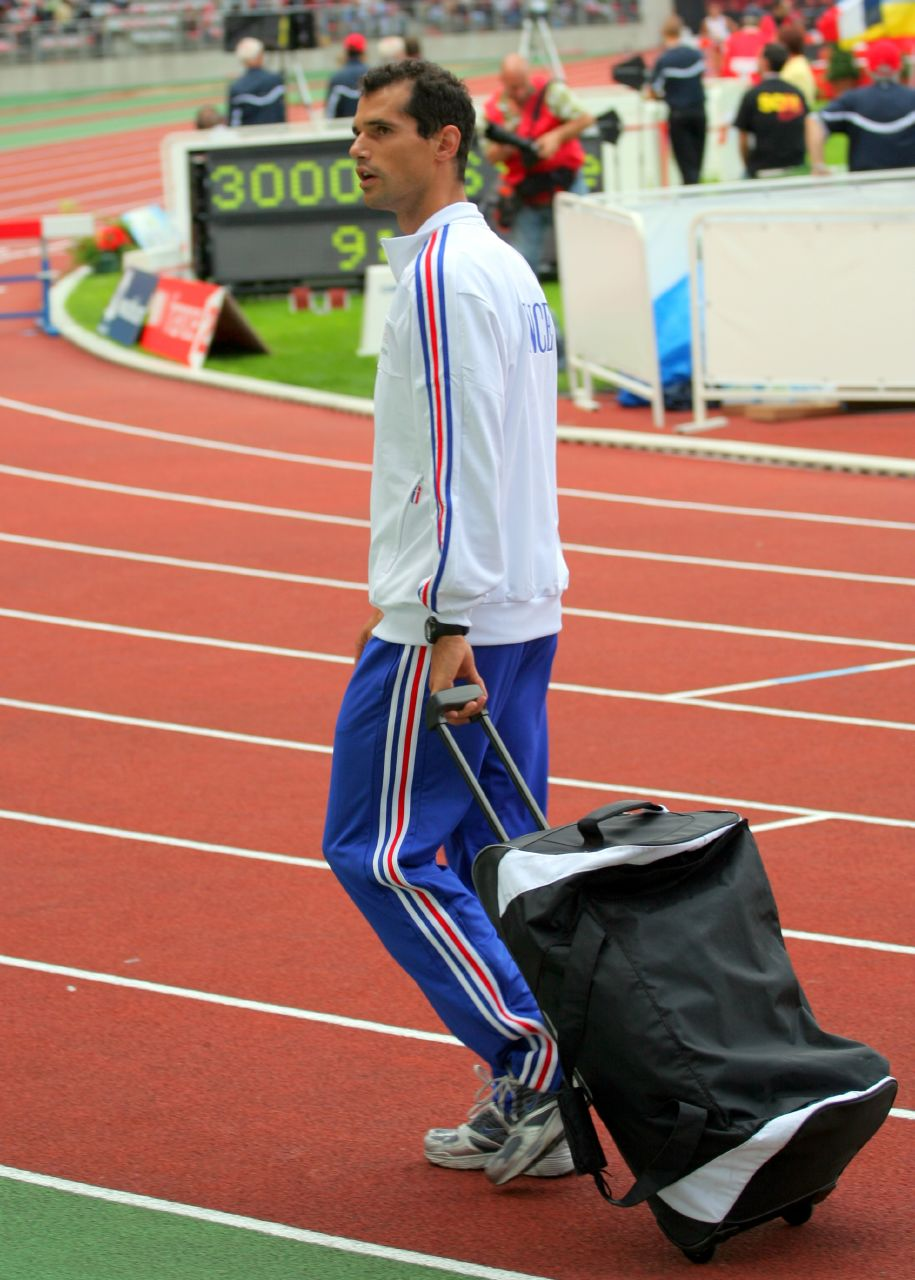
Romain Mesnil beim DecaNation 2006

Romain Mesnil (* 13. Juni 1977 in Le Plessis-Bouchard) ist ein ehemaliger französischer Leichtathlet und Vizeweltmeister im Stabhochsprung von 2009. Mesnil hat bei einer Körpergröße von 1,88 m ein Wettkampfgewicht von 79 kg.
Seit 1998 konnte Mesnil jedes Jahr mindestens über 5,71 m springen und zählt somit zur erweiterten Weltklasse im Stabhochsprung. Seinen besten Sprung zeigte er 2003 mit 5,95 m. Bei großen internationalen Meisterschaften konnte er sich allerdings nur selten weit vorn platzieren, meist scheiterte er wie bei den Olympischen Spielen 2000 und 2004 in der Qualifikation. Sein bestes Jahr war 2001, als er Bronze bei den Hallenweltmeisterschaften gewann und Platz 5 bei den Freiluft-Weltmeisterschaften belegte. Das Finale bei den Europameisterschaften 2006 fand bei strömendem Regen statt, wovon die erfahrenen Springer profitierten. Hinter dem Israeli Alexander Awerbuch der 5,70 m sprang, belegte Mesnil mit übersprungenen 5,65 m zusammen mit dem Deutschen Tim Lobinger Platz 2. Ein Jahr später holte Mesnil bei den Weltmeisterschaften in Osaka (Japan) erneut Silber. Mesnil übersprang genauso wie der Sieger und Weltjahresbeste Brad Walker (USA) 5,86 m. Nachdem Mesnil bei den Olympischen Spielen 2008 in der Qualifikation ausgeschieden war, kehrte er 2009 in die Medaillenränge zurück. Mit 5,85 m belegte er bei den Weltmeisterschaften 2009 in Berlin den zweiten Platz hinter dem Australier Steven Hooker.